# Premio Edda
Il premio Edda (in inglese Edda Award, in islandese Edduverðlaunin)  è un premio conferito a partire dal 1999 dall'Accademia del film e della televisione islandese" (Íslensku Kvikmynda- og Sjónvarpsverðlaunin) ai migliori artisti e tecnici del cinema e della televisione in Islanda. Nel 2009 non c'è stata nessuna premiazione.
Tra gli artisti premiati anche la cantante Björk per la sua interpretazione in Dancer in the Dark del regista danese Lars von Trier.